# Daniel Habrda
Daniel Habrda (* 10. března 1993 České Budějovice) je český režisér, producent a scenárista, spoluzakladatel multimediální producentské společnosti NuArt. Absolvoval studia na SVOŠF v Písku i na Filmové akademii Miroslava Ondříčka.

## Život
Je synem hudebního skladatele, producenta a zakladatele soukromé rozhlasové stanice Evropa 2 – České Budějovice Michala Habrdy.
V dětství byl vášnivým hráčem počítačových her, a když jeho PC zastaralo a na nové tituly bylo příliš slabé, bavil se alespoň jeho neustálým rozebíráním a skládáním. Roku 1999, kdy nastoupil docházku na českobudějovické základní škole v Dukelské ulici, byl přijat do pěveckého souboru Jitřenka (pěvecký soubor). Pod vedením sbormistra Otakara Dubského procestoval více než polovinu Evropy a posbíral různá ocenění na mezinárodních pěveckých soutěžích.
Poté vystudoval Střední odbornou školu elektrotechnickou v Hluboké nad Vltavou, kde maturoval v oboru Elektrotechnické počítačové systémy. Během svých studií se zajímal o 3D grafiku a animaci, otci vypomáhal s různými filmovými (např. dokument Výhled) či hudebními projekty a psal povídky, které publikoval třeba v předním českém fanzinu Dech draka. Při zvažování dalšího studia se rozhodoval mezi elektrotechnikou, game designem a režií. Nakonec se i díky vlivu svého otce a otcova strýce, činoherního herce Ivana Holuba, přiklonil k filmařině.
Už v 11 letech účinkoval jako sborista ve Dvořákově opeře Jakobín, uvedené Jihočeským divadlem v prosinci 2004. Od roku 2009 tady vystupuje i coby komparsista a objevuje se též na Otáčivém hledišti v Českém Krumlově.

## Film

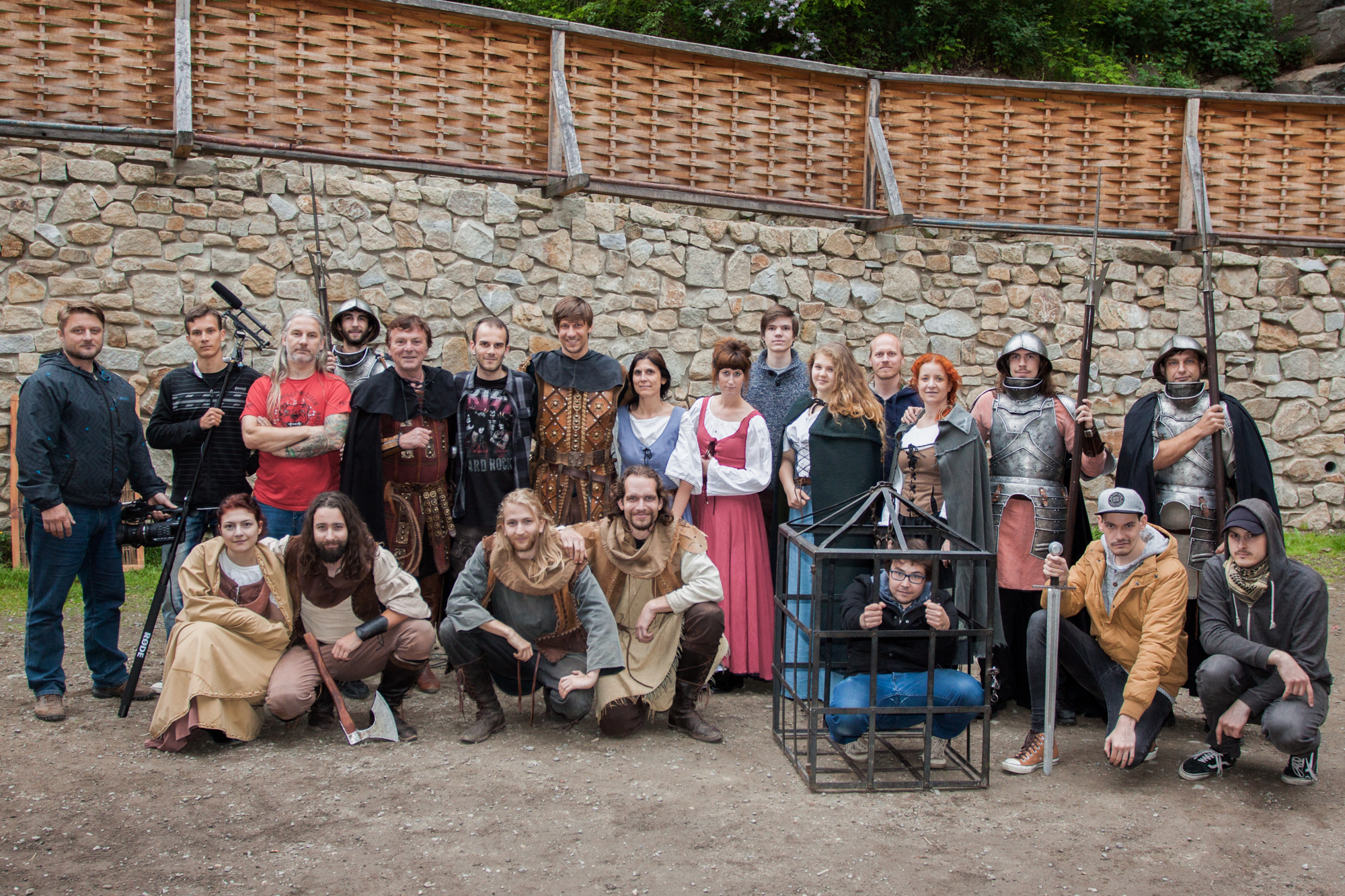
Štábová fotka z natáčení filmu Krčma

Za jeho režijní prvotinu by se dalo považovat krátké video Oranžová učebna, určené do soutěže vyhlášené Nadací ČEZ, které natočil ve 4. ročníku střední školy. Dalším jeho dílem je první autorský film Pan Liwed – do něj se mu podařilo obsadit herce z ansámblu Jihočeského divadla a přiložil ho k přijímacím zkouškám na Filmovou akademii Miroslava Ondříčka v Písku. Nakonec se o dva měsíce později pokusil ještě o přijetí na Soukromou vyšší odbornou školu filmovou ve stejném městě. Tam na základě téhož snímku uspěl a nastoupil studium Režie, scenáristiky a dramaturgie.
Pod vedením učitele režie a Danielova mentora Jana Míky ml. následně vznikly studentské filmy Kutilové, Jitřenka, Houby a absolventský snímek Ta pravá. Dokumentaristka Jana Hádková zase dozorovala práci na dokumentu Pan Dubský, medailonu Danielova bývalého sbormistra a sólisty Jihočeské opery.
Své studium SVOŠF v Písku zakončil v roce 2015 a nastoupil do 3. ročníku Dokumentární tvorby na písecké Filmové akademii Miroslava Ondříčka, kde dříve neuspěl, protože byl komisí shledán spíše „technickým typem“. Roku 2016 i tady úspěšně absolvoval dokumentem Jazzman, který mapuje život předního jazzového hráče a skladatele Milana Svobody.
Další rok pak Daniel nastoupil na magisterské studium, opět na Filmové akademii Miroslava Ondříčka, kde ho vedl režisér Morris Issa. Tam vznikly jeho poslední snímky Očekávání, ateliérové cvičení ve kterém si zahrál Pavel Trávníček, a jeho absolventský film Z pekla do pekla. Pohádku s prvky západních fantasy filmů. Tímto snímkem Daniel v roce 2018 zdárně absolvuje školu.

### Filmografie
- Z pekla do pekla (2018) - Magisterský absolventský film
- Očekávání (2017) - Školní ateliérové cvičení
- Jazzman (2016) – Absolventský dokument o Milanu Svobodovi
- Krčma (2015) – Krátký historický akční snímek
- Ta pravá (2015) – Absolventský film na SVOŠF
- Houby (2014) – Školní televizní inscenace
- Pan Dubský (2014) – Dokumentární film o životě Otakara Dubského
- Jitřenka (2013) – Školní cvičená "Minipříběh"
- Kutilové (2013) – První školní film
- Pan Liwed (2012) – Filmová prvotina

## Filmové soutěže
V roce 2011 napsal scénář k dokumentu Kristian: Way of Music, s nímž se zúčastnil scenáristické soutěže pořádané Evropským parlamentem. V celoevropské konkurenci se dokázal jako jediný zástupce České republiky probojovat do finálové devítky, a tak získat potřebné finanční prostředky na realizaci filmu, k níž se jako producent přidal český režisér a scenárista Marek Dobeš. Následně se Daniel zapojil i do další celoevropské soutěže Done in 60 Seconds, kde se v roce 2012 prosadil se snímkem Nosferatu 60, který se jako jeden z 62 soutěžních filmů vyšplhal až na 5. příčku.
Snímek Z pekla do pekla zvolili jako svůj nejoblíbenější snímek v divácké anketě návštěvníci Filmového festivalu Černá věž. K tomu získal film řadu nominací z řady dalších festivalů.

## Nefilmové aktivity
Daniel se připojil v roce 2020 k nově vznikající skupině zvané Na tahu. Jedná se, po vzoru amerických Critical Role, o živě vysílanou show na Twitchy a YouTube, která prezentuje fantasy dobrodružství, které skupina odehrává v rámci pravidel Dungeons & Dragons. Později ve stejném roce uzavřeli Na tahu partnerství s NerdFix.

### Rozhovory
- Filmoví nadšenci pozor! Habrdova Jitřenka vychází
- Nosferatu v minutě: Kochejte se. A hledejte (živé) turisty
- Na studentské poměry natočil Daniel Habrda velkofilm
- Klíčový je divák, říká filmař
- V letňáku si pustíte lepší zvuk přes mobil